# بل مارین کیز (کالیفرنیا)
بل مارین کیز (به انگلیسی: Bel Marin Keys) یک منطقهٔ مسکونی در ایالات متحده آمریکا است که در شهرستان مارین، کالیفرنیا واقع شده‌است. بل مارین کیز ۳ متر بالاتر از سطح دریا واقع شده‌است.